# Koojan
Koojan is een plaats in de regio Wheatbelt in West-Australië.

## Geschiedenis
Ten tijde van de Europese kolonisatie leefden de Juat Nyungah in de streek.
In april 1836 ontdekte en verkende George Fletcher Moore de rivier de Moore. In de jaren 1840 werden de eerste pastorale leases in de streek opgenomen. In de jaren 1860 werd in de streek veel grond verkocht. Onder meer Walter Padbury en de abdij van New Norcia kochten er eigendommen.
In 1870 voltooide Alexander Forrest de verkenning van een nieuwe, meer landinwaarts gelegen, weg tussen Perth en Geraldton. In 1883 diende John Waddington een voorstel voor een spoorweg tussen Midland en Geraldton in. De spoorweg zou Moora bereiken in 1893.
Aan een waterbron, die de Aborigines Koojan noemden, werd een nevenspoor aangelegd. De naam werd voor het eerst vermeld in 1861 maar de betekenis ervan is niet bekend. In 1910 werd het dorp Koojan officieel gesticht en naar het nevenspoor waaraan het lag vernoemd.
In 1939 werd er nog een postkantoor met telefooncentrale gebouwd maar het dorpje zou zich nooit verder ontwikkelen. In 1994-95 hield het officieel op te bestaan.

## 21e eeuw
Koojan maakt deel uit van het lokale bestuursgebied (LGA) Shire of Moora, een landbouwdistrict. In 2021 telde Koojan 40 inwoners.

## Toerisme
Nabij Koojan liggen twee natuurreservaten, het 'Koojan Reserve' waar men het oude postkantoor of een bedreigde dunsnavelraafkaketoe kan waarnemen, en het 'Barberton West Road Bush Reserve', waar men de westelijke grijze reuzenkangoeroe, de rode reuzenkangoeroe of mierenegels kan spotten.

## Transport
Koojan ligt langs de 'Bindoon - Moora Road' die deel uitmaakt van 'State Route 116'. 'State Route 116' verbindt de Great Northern Highway met de Brand Highway.
Koojan ligt 160 kilometer ten noorden van de West-Australische hoofdstad Perth, 35 kilometer ten zuidwesten van Walebing en 18 kilometer ten zuiden van Moora, de hoofdplaats van het lokale bestuursgebied waarvan het deel uitmaakt.
De spoorweg die langs Koojan loopt, de 'Midland Railway', maakt deel uit van het goederenspoorwegnetwerk van Arc Infrastructure.